# René Wiener

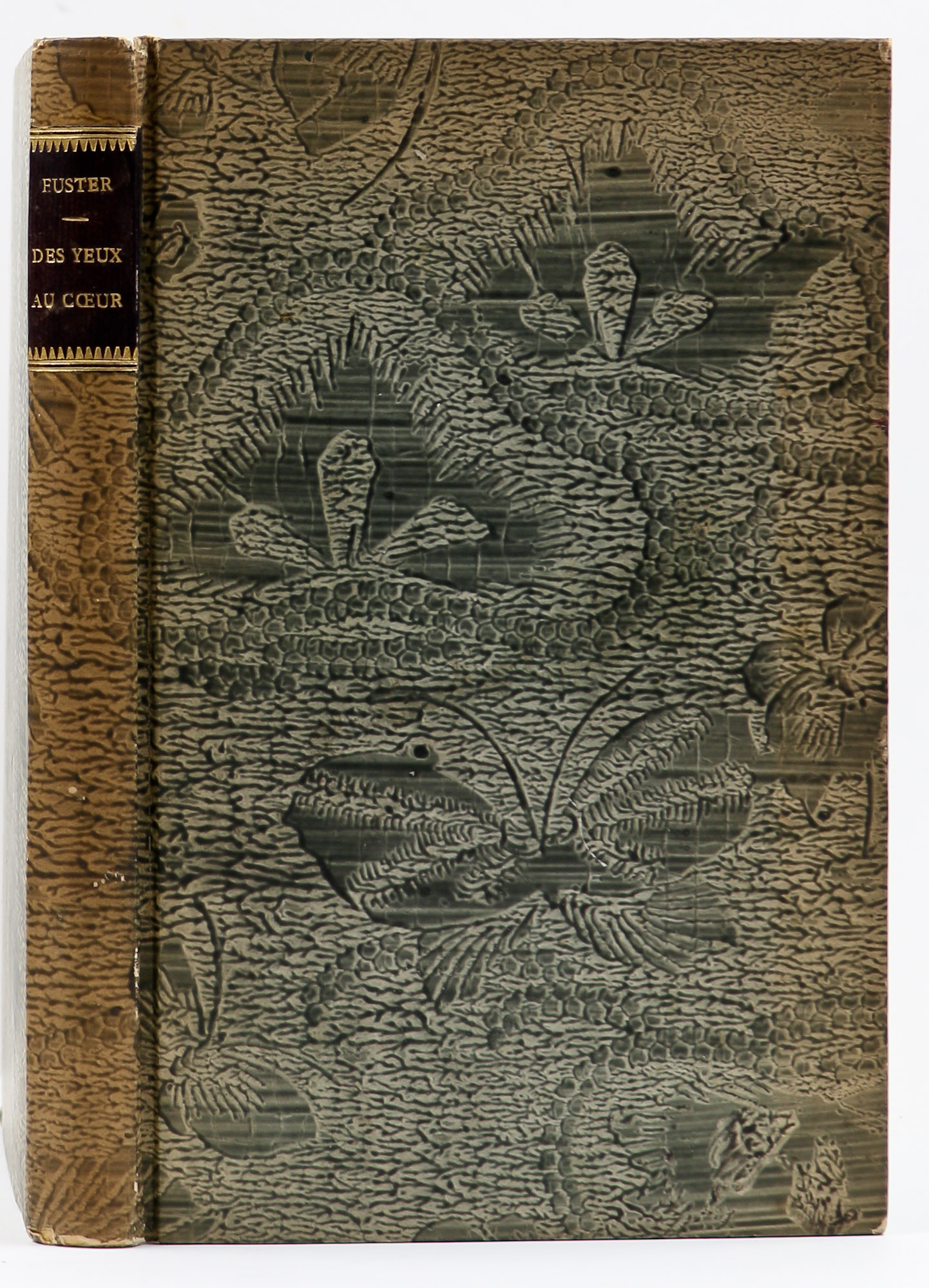
Encuadernación de un libro realizada por René Wiener.

René Wiener (Nancy, 1 de enero de 1855 - Nancy 2 de agosto de 1939) fue un artista francés, encuadernador de libros de arte, bibliófilo, editor y coleccionista, relacionado con el movimiento artístico de la Escuela de Nancy.
Wiener sucedió a su padre, Lucien Wiener, en la dirección de la empresa familiar, un taller-papelería-librería, en 1879, convirtiéndola en la sede de edición de diversas publicaciones, como L'Art à Nancy del crítico de arte Roger Marx, o del periódico de arte en Lorena Nancy artiste  antecesor del La Lorraine artiste, centrado en difundir las ideas de la Ecole de Nancy. A la par, organizó diversas exposiciones de obras diversas y con diferentes técnicas, de amigos y conocidos suyos, en el escaparate de su negocio: entre otros, se exhibieron pinturas de Hokkai Takashima, Camille Martin, Emile Friant, Louis Hestaux o Victor Prouvé.
A raíz de presentar ocho encuadernaciones confeccionadas manualmente y con diversos motivos artísticos, en el salón de la Société Nationale des Beaux-Arts en 1893, alcanzó una importante notoriedad internacional; varios artistas le realizaron encargos, entre ellos Toulouse-Lautrec, George Auriol o Jacques Grüber.
En 1901 abandonó su faceta de encuadernador y, tras haber vendido el negocio familiar el año anterior, se dedicó en exclusiva al coleccionismo de obras de arte.
Fue nombrado caballero de la Légion d'honneur en julio de 1934.